# Listă de vehicule rutiere produse în România
Lista conține toate vehiculele rutiere, pe roți sau șenile, militare sau civile, produse în România. Mașinile civile sunt grupate după producător și tip, cele militare după tip.

## Armata
Vehiculele armatei române sunt atât versiuni militare ale unor produse civile, produse în fabricile existente (de ex. Roman Brașov), dar și vehicule specializate produse în diverse fabrici specializate.
- TAB
  - TAB-71
  - TAB-77
  - TABC-79
  - B33 Zimbru
  - RN 94
- Blindate
  - Mareșal (M-10 până la M-05)
  - MLI-84M
- Tancuri
  - R35/45
  - TR-125 (P-125)
  - TR-77-580
  - TR-85 / TR-80 / TR-800
  - TR-85M1 (Bizonul)
- Autotunuri
  - TACAM R-1
  - TACAM R-2
  - TACAM T-38
  - TACAM T-60
  - Tun antitanc autopropulsat model 1985
- Camioane
  - AM 668 TD
  - AM 443 TDM
  - AM 7
  - AM 100
  - DAC 665 T
  - DAC 665 G
  - DAC 887 R
- Altele
  - DMT-85M1
  - CA-95
  - LAROM

## ARO
- I.M.S.
  - IMS-57
  - M 59
  - M 461
  - M 473
- ARO
  - Seriile ARO 24
    - SUV
      - ARO 240
      - ARO 241
      - ARO 242
      - ARO 243
      - ARO 244
      - ARO 246
      - ARO 328 Maxi-Taxi

    - Furgonete
      - ARO 33 N
      - ARO 35 S
      - ARO 35 M
      - ARO 243
      - ARO 323
      - ARO 324
      - ARO 330
      - ARO 429

  - Seriile ARO 10 (cunoscut și ca Dacia Duster pe piețele internaționale)
    - SUV
      - ARO 10.1
      - ARO 10.4
      - ARO 10 Spartana
      - ARO 11.4

    - Furgonete
      - ARO 10.2
      - ARO 10.3
      - ARO 10.6 pick-up
      - ARO 10.9
      - ARO 10.0
      - ARO 10 SUPER
      - ARO 10 SUPER RALLY
      - ARO 11.9

## Marta / Astra Arad
- Autoturism Marta
- Astra Bus
  - Autobuze
    - Irisbus Citelis

  - Troleibuze
    - Astra Ikarus 415T
    - Irisbus Citelis

## Dacia
- Compania Dacia a produs sau produce următoarele modele de automobile:
  - Dacia 1100 (1968-1971)
  - Dacia 1300, 1301 Lux (1969-1984)
    - Dacia 1210 (anii '80)
    - Dacia 1310, 1310 Sport (1978-2004)
    - Dacia 1320 (1988-1990)
    - Dacia 1410, 1410 Sport (1981-2004)
    - Dacia 1325 Liberta (1990-1996)
    - Dacia Maxibreak 93’ (1993)

  - Dacia Estafette sau D6 (Renault Estafette), (1975-1978)
  - Dacia Pick-Up (1975-2006)
    - Dacia 1302 (1975-1982)
    - Dacia 1304 Pick-up, Drop Side, King Cab (1981-2006)
    - Dacia 1307 Double Cab (1992-2006)
    - Dacia 1309 (1992-1998)

  - Dacia Sport (prototip)
  - Dacia 18 (Renault 18), (1978-1979)
  - Dacia 500 Lăstun (1986-1991)
  - Dacia 2000 (Renault 20 TS), (1980)
  - Dacia Nova (1995-2000)
  - Dacia SupeRNova (2000-2003)
  - Dacia Solenza (2003-2005)
  - Dacia Logan (2004-prezent)
    - Dacia Logan MCV (2006-2020)
    - Dacia Logan VAN (2007-2012)
    - Dacia Logan Pick-up (2006-2012)

  - Dacia Sandero (2008-prezent)
  - Dacia Duster (2010-prezent)
- Prototipuri
  - Dacia Brașovia coupé (1979)
  - Dacia Mini
  - Dacia Jumbo (1990)
  - Dacia Nova Minivan (1998)
  - Dacia Star (1991)
  - Dacia 1310 decapotabilă (3 exemplare produse în1987)
  - Dacia 1306 (1994-1995)
  - Dacia 1310 Break Limuzină (Break lung cu 7 locuri, 5 exemplare produse), (sfârșitul anilor 1980)
  - Dacia 1310 4x4 / Aro 12 (aprox. 1987-1989, serie mică MApN)

## Oltcit / Daewoo / Ford (postbelic)
- Oltcit (1981-1995)
  - Special
  - Club
  - Club 11 R
  - Club 11 RL
  - Club 11 RM
  - Club 11 RT
  - Club 12 TRS (1991-1994)
  - Club 12 CS
- Daewoo (1994-2008)
  - Tico
  - Matiz
  - Nubira
  - Leganza
  - Espero
  - Cielo
- Ford România (2008-prezent)
  - Ford B-Max
  - Ford Transit Connect
  - Ford EcoSport
  - Ford Puma

## El Car
- Igero (autobuz, variante urbane și interurbane)

## Ford (interbelic)
- Ford (doar asamblare)
  - Automobile
    - Ford V8

  - Camioane
    - Ford Marmon

## Atelierele Grivița / Grivbus
- Autobuze
  - Roman A8
  - Grivbus

## Malaxa
- Malaxa
  - Automobil Malaxa (1945)
  - Șenileta Malaxa

## M.T.D.
- M.T.D. (Uzinele Mao Zedong, ulterior Uzinele Vulcan)
  - Autobuz M.T.D. (1955)

## Mecanica Mârșa
- Mecanica Mârșa
  - AB 60 (basculantă de 60 tone)
  - AB 110 (basculantă de 110 tone)
  - R 26230 DFK-S Antreprenor

## T.V. / Autobuzul / ROCAR
- T.V. / Autobuzul
  - Autobuze
    - TV 1
    - TV 2 U/R (Urban/Rutier)
    - TV 7 / 71R (Midibus)
    - TV 20 U/R (Urban/Rutier)
    - Roman 111
    - Roman 112
    - DAC 112 UDM (ulterior Rocar 112 UDM)
    - DAC 117 UD (ulterior Rocar 117 UD)
    - DAC UDAN 2002 (modernizare URAC)
    - Roman 108, 109, Rocar Montana (midibus)

  - Troleibuze
    - TV 2E
    - TV 20E
    - DAC x12E (solo)
      - DAC 112 E
      - DAC 212 E

    - DAC x17 (articulate)
      - DAC 117 EA
      - DAC 217 E
      - DAC 317 E

  - Autoutilitare
    - TV3
    - TV 4 /M/C/F
    - TV41 /M/F/C/S (microbuz, furgonetă, camionetă, sanitară)
    - TV 5 /M/F/C/S
    - TV 51 /A/C/F/FA/M/P/S
    - TV 14 /C/F/M//S
    - TV 15 A/C/CD/CDA/CSR/F//FS/FSR/M/MC/S
    - TV 35  /A/C/CD/CDA/CD/CSR/F/FA/FSR/M/S
    - TV 52, TV 105, TV 106, TV 206
    - TV Tudor (pentru export)
- Rocar
  - Autobuze
    - Rocar 111 / 112
    - Rocar 211 Pelican (prototip)
    - Rocar de Simon UL 70
    - Rocar de Simon UL 412-220
    - Rocar de Simon UL 412-230
    - Rocar de Simon UL 412-260
    - Rocar U 812 (Autodromo, unicat)

  - Troleibuze
    - Rocar 312 E
    - Rocar 412 E
    - Rocar 512 E
    - Rocar 812 E (Autodromo, unicat)

  - Autoutilitare
    - Rocar 33 /A/C/F/FA/M/S
    - Rocar 37 /M
    - Rocar 40 /A/C/CD/F/I/M

  - Prototipuri
    - Rocar Avantaj
    - Rocar 318 ET Tandem

## Steagul Roșu / Roman
- Camioane
  - SR-101 (1964-1960)
  - SR-131/132(4x4) Carpați (1960-1974)
  - SR-113/114(4x4) Bucegi (1964-1974)
  - AB 45-116A (autobasculantă)
  - 7 AB-1
  - Roman 8135
  - Roman 10215
  - DAC 6135
  - DAC 665 T/G
  - DAC 120 DE

- Autobuze
  - Roman 17.280 HOCLL

## IAR Brașov / UTB / Tractorul
- I.A.R. Brașov
  - Antebelic 
    - MR - automobil (ing. Radu Manicatide)

  - Postbelic
    - IAR-002 / IAR-003 - aceeași mașină, carosată diferit (doar prototip, ing. Radu Manicatide)
    - IAR 22 (1947) - și rutier
    - IAR 23 (1949) - numai agricol
- UTBrașov
  - SRT 1 (1949) - pe roți metalice
  - KD 35 (1951) - pe șenile
  - KDP 35 (1955) - pe șenile
  - UTOS-2 (1955) - pe roți cu anvelope
  - UTOS-26/27/29 (1957/1958/1960)
  - U 650/651 - cu toate derivatele ulterioare
  - S 650 - pe șenile
- Tractorul Brașov
  - U-683/U-684 - derivate din U 650
  - U-453/U-483
  - U 484 DT
  - U 524 DT
  - U 684 DT
  - U 774 DT